# Kata (karate)
În antrenamentul de karate, seturi pre-aranjate de mișcări și tehnici, aranjamente ritualizate de lupte, numite kata joacă un rol fundamental. Kata-urile pot fi înțelese ca un "manual viu" în care tehnicile și filozofia de karate s-au transmis și se transmit peste generații.
Practicarea de kata oferă celor care le practică un sens de structură și posibilități de aplicare în caz de luptă reală. Tehnici-în-tehnici și însemnătatea mai profundă a unor tehnici și combinații de tehnici se relevă doar prin practica repetată intens și îndelung a unei kata.
Criticii elementului de predare kata în karate argumentează că katas nu instruiesc adecvat pentru situații reale de luptă. Totuși, acești critici scapă din vedere școala excelentă de mișcare, de ritm, de răsuflație, de combinații de tehnici care se transmit prin kata. O situație reală de luptă desigur nu va urma niciodată schema unei kata, dar stăpânirea virtuoasă a unor katas creează aptitudini necesare în situații de luptă. Este o greșeală fundamentală de a vedea în karate
un "sport", în care antrenamentul "realist" este tot ce contează. Chiar și în stiluri "realiste" de karate (ca de exemplu kyokushin) elementul de antrenament kata deține un rol fundamental. De asemeni, componenta meditativă / filozofică din kata, însușirea de "putere interioară", acordă unui karateka aptitudinea de a se apăra eficient în caz de nevoie.
Există de altfel o legendă pe această temă, conform căreia un călugăr care în viața lui a practicat numai katas deoarece nu-l interesau decât aspectele filozofice, meditative ale kempo / karate, confruntat cu agresori, i-a "rezolvat" rapid pe aceștia. Întrebat, cum de un om așa pașnic ca el a reușit să se apere de o grupă de hoți, a răspuns că ar fi "meditat în mișcare" - urmând practicile sale din kata.

## Tabelul comparativ
| Annan   |
| ------- |
| Anan    |
| Anandai |

| Chinto  |
| ------- |
| Gankaku |

| Fukyugata |
| --------- |
| Gekisai   |
| Shinsei   |

| Gojushiho |
| --------- |
| Sushiho   |

| Haffa   |
| ------- |
| Hakkaku |

| Kushanku |
| -------- |
| Kokosun  |
| Kosokun  |
| Kusanku  |
| Kanku    |

| Naihanchi |       |
| --------- | ----- |
| -         | Tekki |

| Nipaipo     |
| ----------- |
| Nijuhachiho |

| Niseishi  |
| --------- |
| Nandansho |
| Nijushiho |

| Pinan |
| ----- |
| Heian |

| Ryusan    |
| --------- |
| Ryushokan |

| Rohai  |
| ------ |
| Meikyo |

| Sanseru   |
| --------- |
| Sanseiru  |
| Sanshiryu |

| Seisan   |
| -------- |
| Hangetsu |

| Seienchin  |
| ---------- |
| Seiyunchin |
| Seenchin   |

| Suparinpei     |
| -------------- |
| Pechurin       |
| Hyaku hachi ho |

| Taikyoku     |
| ------------ |
| Juni no kata |

| Unshu |
| ----- |
| Unsu  |

| Wankan    |
| --------- |
| Matsukaze |

| Wanshu |
| ------ |
| Wansu  |
| Empi   |